# Axel Bachmann Schiavo
Axel Bachmann Schiavo (ur. 4 listopada 1989 w Ciudad del Este) – paragwajski szachista, drugi arcymistrz w historii tego kraju (tytuł otrzymał w 2008 roku), po Zenónie Franco Ocamposie.

## Kariera szachowa
Wielokrotnie startował w mistrzostwach państw panamerykańskich juniorów w różnych kategoriach wiekowych (m.in. zdobywając w 2005 r. złoty medal w kategorii do 16 lat), jak również w mistrzostwach świata juniorów (1999, 2001, 2005). W 2004 r. zdobył tytuł indywidualnego mistrza Paragwaju. Pomiędzy 2004 a 2012 r. czterokrotnie wystąpił na szachowych olimpiadach.
Normy na tytuł arcymistrza wypełnił w 2006 r. na olimpiadzie w Turynie oraz w Villa Martelli (dz. I miejsce wspólnie z Alexandrem Fierem). Inne indywidualne sukcesy odniósł m.in. w:
- Santosie (2005, I m. oraz 2006, dz. I m. wspólnie z Hermanem van Riemsdijkiem),
- Vitórii (2007, I m.),
- Guarapari (2007, I m.),
- Méridzie (2007, turniej otwarty memoriału Carlosa Torre Repetto, I m.),
- Asuncion (2008, I m.),
- Villa Martelli (2008, I m.),
- Norymberdze (2008, dz. I m. wspólnie z Arikiem Braunem, Davidem Baramidze i Aleksandrem Bierełowiczem),
- Winterthurze (2008, dz. I m. wspólnie z Davidem Howellem),
- Deizisau (2009, turniej Neckar-Open , dz. I m. wspólnie z Arkadijem Naiditschem i Fernando Peraltą),
- Rochefort (2014)[4],
- Cappelle-la-Grande (2014, dz. I m. wspólnie z Siergiejem Azarowem),
- Jassy (2014, I m.)[5],
- Linares (2014, mistrzostwa państw iberoamerykańskich, I m.)[6].

Najwyższy ranking w dotychczasowej karierze osiągnął 1 lipca 2014 r., z wynikiem 2652 punktów zajmował wówczas 1. miejsce wśród paragwajskich szachistów.